# Lodovico Piccioli
Lodovico Piccioli (Pavia, 23 giugno 1867 – Firenze, 22 marzo 1954) è stato un agronomo italiano.
È stato ispettore forestale e professore universitario di selvicoltura e tecnologia del legno.

## Biografia
Nacque a Pavia il 23 giugno 1867 dal prof. ing. Francesco Piccioli e da Luigia Emanuele e studiò presso il Regio Istituto forestale di Vallombrosa, dove il padre era professore e direttore. 
Al termine degli studi intraprese la carriera nell'Amministrazione forestale in qualità di sottoispettore forestale e, successivamente, di ispettore forestale. 
A partire dal 1915 e fino al 1937, anno del suo collocamento a riposo, fu noto professore di Selvicoltura e Tecnologia del legno presso l'Istituto superiore forestale di Firenze e, successivamente, presso la Facoltà di Agraria dell'Università degli Studi di Firenze.
In prime nozze sposò la napoletana Anna Vitale, sorella dell'ispettore superiore forestale Alberto e figlia di Roberto Vitale, che era fratello dell'ingegnere Ettore Vitale, ed Eleonora Salonna Persico. Da questo matrimonio nacquero Luigi e le tre figlie Elena, Elvira ed Eleonora. A causa del terremoto che nel 1908 colpì la città di Reggio Calabria, Lodovico perse la moglie e due delle figlie. Sopravviverà, invece, la figlia Elvira Piccioli che, appassionatasi agli studi botanici, diverrà professoressa all'università di Firenze.
Nel 1904 compare tra i soci della Real Sociedad española de Historia natural.

## Opere
La sua produzione scientifica è ampia. Tra i maggiori scritti si segnalano: quello dedicato alle Piante legnose italiane, che rappresentò uno dei primi pilastri della botanica forestale italiana; il Trattato di Selvicoltura; la Tecnologia del legno, successivamente ripubblicato col titolo I legnami e, infine, la Monografia del castagno.
Tra tutte le opere citate I legnami rappresentava, almeno fino agli anni cinquanta del secolo scorso, uno dei lavori più rilevanti nella letteratura mondiale relativa alla conoscenza della anatomia e alla tecnologia del legno.
- Trattato di Selvicoltura; 1915.
- Tecnologia del legno; 1919.
- Provenienza, estrazione e valore delle sementi di conifere; 1920.
- Monografia del castagno; 1922.
- I legnami; 1927.